# Epidexipteryx
Epidexipteryx – rodzaj teropoda z grupy maniraptorów (Maniraptora) żyjącego w późnej jurze na obecnych terenach Azji. Został opisany w 2008 roku przez Zhanga Fuchenga i współpracowników na podstawie niemal kompletnego szkieletu odkrytego w osadach Daohugou na terenie Mongolii Wewnętrznej w północno-wschodnich Chinach, datowanych na około 168–152 mln lat.
Charakteryzował się kombinacją cech typowych dla różnych grup teropodów, zwłaszcza owiraptorozaurów. Jego czaszka przypomina czaszkę prymitywnego ptaka sapeornisa, owiraptorozaurów oraz terizinozaurów. Epidexipteryx miał zęby jedynie w przedniej części pyska. Były one bardzo długie i zakrzywione do przodu – spośród teropodów cecha ta spotykana jest jedynie u masjakazaura. Budowa anatomiczna reszty szkieletu, jak również analizy kladystyczne przeprowadzone przez Zhanga i in. sugerują, że Epidexipteryx jest taksonem siostrzanym do Epidendrosaurus i razem tworzą klad bazalnych przedstawicieli Avialae – Scansoriopterygidae. Późniejsze analizy potwierdzały taką hipotezę (np. Lee i Worthy, 2012), jednak w analizie kladystycznej przeprowadzonej przez Turnera i współpracowników (2012) Epidexipteryx zajmuje bardziej bazalną pozycję wśród maniraptorów – według niej jest jedynym znanym przedstawicielem Paraves nienależącym do Eumaniraptora. Aby uzyskać drzewo filogenetyczne, według którego Epidexipteryx należał do Avialae, koniecznie jest wydłużenie drzewa o dwa stopnie w stosunku do najbardziej parsymonicznego. Wystarczy natomiast wydłużenie drzewa tylko o jeden stopień w stosunku do najbardziej parsymonicznego, aby uzyskać drzewo, według którego Epidexipteryx był bazalnym owiraptorozaurem; autorzy zaznaczyli, że E. hui budową szkieletu, w tym zwłaszcza budową czaszki, bardzo przypomina bazalne owiraptorozaury. Według odrębnej analizy, w której uwzględniono rodzaj Epidendrosaurus ten rodzaj i Epidexipteryx nie są szczególnie blisko spokrewnione – Epidendrosaurus jest bazalnym przedstawicielem Avialae, zaś Epidexipteryx pozostaje przedstawicielem Paraves nienależącym do Eumaniraptora; wymuszenie, by Epidexipteryx i Epidendrosaurus stały się taksonami siostrzanymi (wewnątrz Avialae) wymaga wydłużenia drzewa filogenetycznego o cztery stopnie w stosunku do najbardziej parsymonicznego.
Mierzący około 24,5 cm ogon Epidexipteryx jest stosunkowo znacznie krótszy niż u epidendrozaura i stanowi 70% całkowitej długości, podczas gdy ogon Epidendrosaurus osiągał 30% długości ciała. Na końcu ogona znajdowały się kręgi przypominające pygostyl występujący u współczesnych ptaków i niektórych owiraptorozaurów. Łączna długość ciała holotypu (IVPP V15471) wynosi poniżej 40 cm długości, a jego masa jest szacowana na około 164 g.
Zachowały się również proste pióra Epidexipteryx, składające się z równoległych promieni, podobnie jak u bardziej prymitywnych dinozaurów pierzastych. Jednak pióra Epidexipteryx są unikalne, gdyż wydaje się, że wyewoluowały ze struktur membranowych.
Mimo bliskiego pokrewieństwa z ptakami Epidexipteryx nie miał piór konturowych i prawdopodobnie nie umiał latać. Zhang i współpracownicy sugerują, że brak piór konturowych u przedstawicieli tego rodzaju wskazuje, iż pióra ozdobne wyewoluowały wcześniej niż pióra służące do latania i sama zdolność do lotu – przynajmniej dopóki Epidexipteryx nie jest interpretowany jako wtórnie nielotny.
Nazwa Epidexipteryx pochodzi od greckich słów epidexi („wystawiać na pokaz”) oraz pteryx („pióro”, „skrzydło”) i odnosi się do piór ozdobnych występujących u przedstawicieli tego rodzaju. Epitet gatunkowy gatunku typowego, hui, honoruje chińskiego paleontologa Hu Yaominga.